# Patrik Křivánek
Patrik Křivánek (* 24. října 1987 Praha, Československo) je český režisér, filmový producent a scenárista. Po ukončení kariéry v mezinárodní logistické společnosti TNT Express, vystudoval bakalářský obor (filmová režie a scenáristika) na filmových školách ve Velké Británii: Film & TV School Wales (dříve známá jako Newport Film School) a na Westminster Film School. Na Westminsterské univerzitě v Londýně byl místopředsedou/viceprezidentem filmové unie (Film Society) kde působil i jako ředitel filmového festivalu Westminster Film Festival. Již během svých studií se stal členem organizací jako jsou například BAFTA Wales, British Film Institute, členem mezinárodní scenáristické asociace – ISA a členem Royal Television Society.
Mezi jeho zkušenosti najdeme mnoho výkonných/exekutivních rolí na mnoha krátkometrážních i celovečerních filmech, špičkových reklamách nebo televizních pořadech. Produkoval a vytvářel projekty s multimilionovými rozpočty a pracoval na projektech, které byly režírovány nebo produkovány oceňovanými (Oscar®, BAFTA, Emmy®) filmaři – včetně Stevena Spielberga, Toma Hankse a Garyho Goetzmana. Jako režisér, producent a scenárista se nyní připravuje na svůj režisérský celovečerní debut s názvem Zablácené boty (Muddy Shoes), který by se měl v kinech objevit v roce 2023. Jako producent má aktuálně ve fázi předprodukce/tvorby dalších 5 celovečerních projektů (s rozpočty sahajícími až na 10 milionů dolarů).
Kromě toho je také generálním ředitelem/zakladatelem společnosti Ephor Pictures, nezávislé filmové a televizní produkční společnosti se sídlem v Londýně. Křivánek také získal jako filmař již mnohá ocenění. Mnoho filmů/scénářů, které režíroval nebo produkoval, vyhrálo nebo bylo nominováno na ceny na mezinárodně uznávaných filmových festivalech po celém světě – včetně Los Angeles, New Yorku, Austinu, Toronta, Londýna, Berlína, Cardiffu a Prahy.

## Filmografie (režisér/scenárista/producent)
Debutující krátkometrážní snímek Patrika Křivánka, Maminko, měl premiéru na filmovém filmovém festivalu Febiofest v roce 2015.
| Rok  | Film            | Země původu           | Režie | Scénář | Producent | Žánr                              | Počet festivalů | Počet nominací | Ocenění |
| ---- | --------------- | --------------------- | ----- | ------ | --------- | --------------------------------- | --------------- | -------------- | ------- |
| 2015 | Maminko         | Česko                 | ANO   | ANO    | ANO       | krátkometrážní, válečný, drama    | 1               | 1              | -       |
| 2015 | Nina            | Česko                 | ANO   | NE     | NE        | krátkometrážní, krimi, drama      | 1               | 2              | 1       |
| 2016 | The Knocking    | Česko                 | ANO   | ANO    | ANO       | krátkometrážní, drama             | 20              | 6              | 1       |
| 2017 | Divided         | Velká Británie        | ANO   | ANO    | ANO       | krátkometrážní, drama             | 6               | 1              | -       |
| 2017 | Charles H Price | Velká Británie        | NE    | NE     | ANO       | krátkometrážní, dokumentární      | 6               | 1              | 1       |
| 2017 | Walk in Dales   | Velká Británie        | ANO   | ANO    | ANO       | krátkometrážní, drama             | 10              | 2              | -       |
| 2018 | Sunshine        | Velká Británie, Indie | ANO   | ANO    | ANO       | krátkometrážní, dokumentární      | 6               | 2              | 1       |
| 2018 | Maggie's Farm   | Velká Británie        | ANO   | ANO    | ANO       | krátkometrážní, drama             | 3               | 2              | 1       |
| 2019 | Quiet Crossing  | Velká Británie        | ANO   | NE     | NE        | krátkometrážní, historický, drama | 32              | 13             | 9       |

| Rok  | Film                               | Země původu                           | Režie | Scénář | Producent | Žánr           | Počet festivalů | Ocenění | Počet nominací |
| ---- | ---------------------------------- | ------------------------------------- | ----- | ------ | --------- | -------------- | --------------- | ------- | -------------- |
| 2025 | Zablácené boty (Muddy Shoes)       | Česko, Slovensko, Velká Británie, USA | ANO   | ANO    | ANO       | válečné, drama | 1               | 1       | 1              |
| 2023 | Pražská sonáta (The Prague Sonata) | Česká republika, Velká Británie, USA  | NE    | ANO    | ANO       | válečné, drama | -               | -       | -              |